# 幾內亞岩頭長頜魚
幾內亞岩頭長頜魚（学名：Pollimyrus bovei guineensis）為輻鰭魚綱骨舌魚目象鼻魚科的其中一種，其亚种加词“guineensis”意为“几内亚的”。分布於非洲象牙海岸的沿岸河流流域，棲息在底層水域。